# Rue Laroche
La rue Laroche est une ancienne voie des entrepôts de Bercy, dans le  12e arrondissement de Paris, en France.

## Origine du nom
Le nom de cette rue fait référence à la commune de Laroche, plus connue par sa gare dénommée Laroche-Migennes, et productrice d'un vin d'indication géographique protégée (IGP), l'yonne, produit dans le département de l'Yonne.

## Situation
Cette voie des entrepôts de Bercy débutait rue Léopold et se terminait rue de Blaye.

## Historique
Cette rue a été ouverte vers 1815 par Louis Julius Gallois, un pinardier, négociant en vin, maire de Bercy originaire de Laroche-Saint-Cydroine et propriétaire des terrains.
Elle disparait vers 1993, lors de la démolition des entrepôts de Bercy, dans le cadre de l'aménagement de la ZAC de Bercy.
Son emplacement est désormais occupé par la partie du parc de Bercy située entre les rues Joseph-Kessel, de Pommard, de Bercy, le boulevard de Bercy et le quai de Bercy.